# Maison-atelier du peintre Paul Verdussen
La Maison-atelier du peintre Paul Verdussen est un bâtiment de style Art nouveau édifié par l'architecte Paul Hamesse à Ixelles, une commune de Bruxelles en Belgique, à l'usage du peintre Paul Verdussen.
Cette maison est représentative de la richesse architecturale de l'avenue Brugmann. La combinaison du schéma traditionnel des maisons bruxelloises et de l'influence de Paul Hankar en fait une œuvre caractéristique de la tendance géométrique de l'Art nouveau.

## Localisation
L'édifice est situé au numéro 211 de l'avenue Brugmann, dans un quartier riche en immeubles de style Art nouveau : Hôtel Hannon, Hôtel Vandenbroeck, maison-atelier du sculpteur Fernand Dubois, maison les Hiboux, maison-atelier Louise de Hem, maison Bruno Schmidt, maison personnelle de Jean-Baptiste Dewin...

## Historique
La maison-atelier a été édifiée en 1901 par Paul Hamesse pour le peintre bruxellois Paul Verdussen (1868-1944), membre fondateur et secrétaire du cercle Le Sillon, qui dirige un atelier d'artiste axé sur la création d'affiches vers 1900.
La maison fait l'objet d'un classement comme monument historique depuis le 11 mars 1999 sous la référence 2071-0110/0.

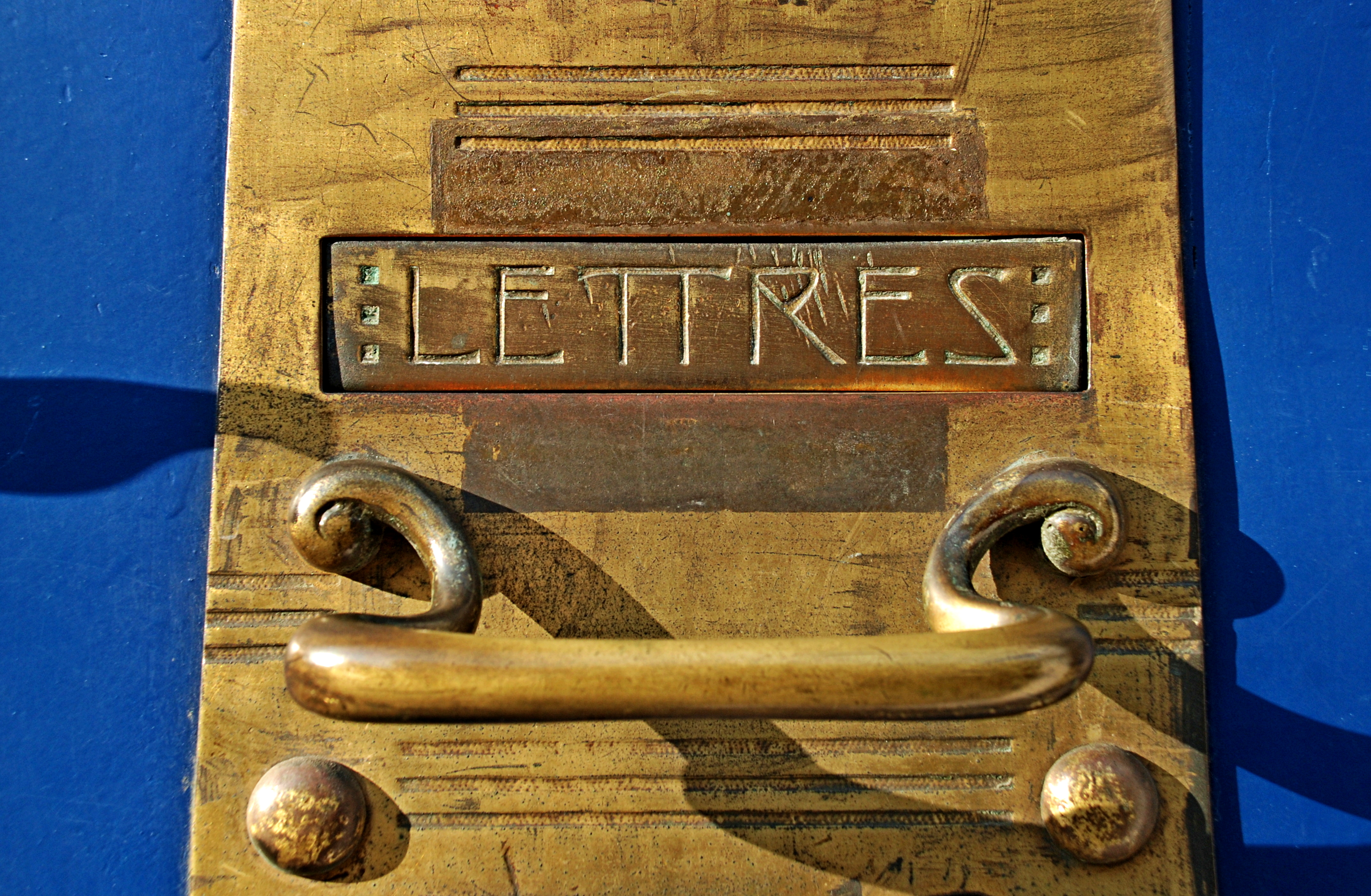
La boîte aux lettres.

## Architecture

### Structure de la façade
La façade de cette maison de style « Art nouveau géométrique » est édifiée en briques jaune et est rehaussée d'éléments décoratifs en pierre bleue et de bandes de briques blanches,. 
Cette façade de deux travées se développant sur trois niveaux présente une asymétrie très marquée, avec une travée d'entrée étroite située à droite et une travée principale à gauche.

### Travée d'accès
La travée d'accès est percée au rez-de-chaussée d'une belle porte en bois peinte en bleu. D'un style géométrique très marqué, cette porte est cantonnée de deux piédroits en pierre bleue gravés de motifs typiques de l'Art nouveau géométrique.
Cette porte est ornée d'une remarquable poignée de porte Art nouveau, une des plus belles de Bruxelles avec celle de la maison-atelier du sculpteur Fernand Dubois, maison située sur la même avenue. Cette poignée intègre un judas, la boîte aux lettres et la poignée de porte proprement dite.
La porte est surmontée d'une fenêtre d'imposte sommée d'un arc en anse de panier en briques avec des sommiers (claveaux de la base de l'arc) en pierre bleue. Les étages de cette travée sont percés de fenêtres similaires plus petites aux étages.

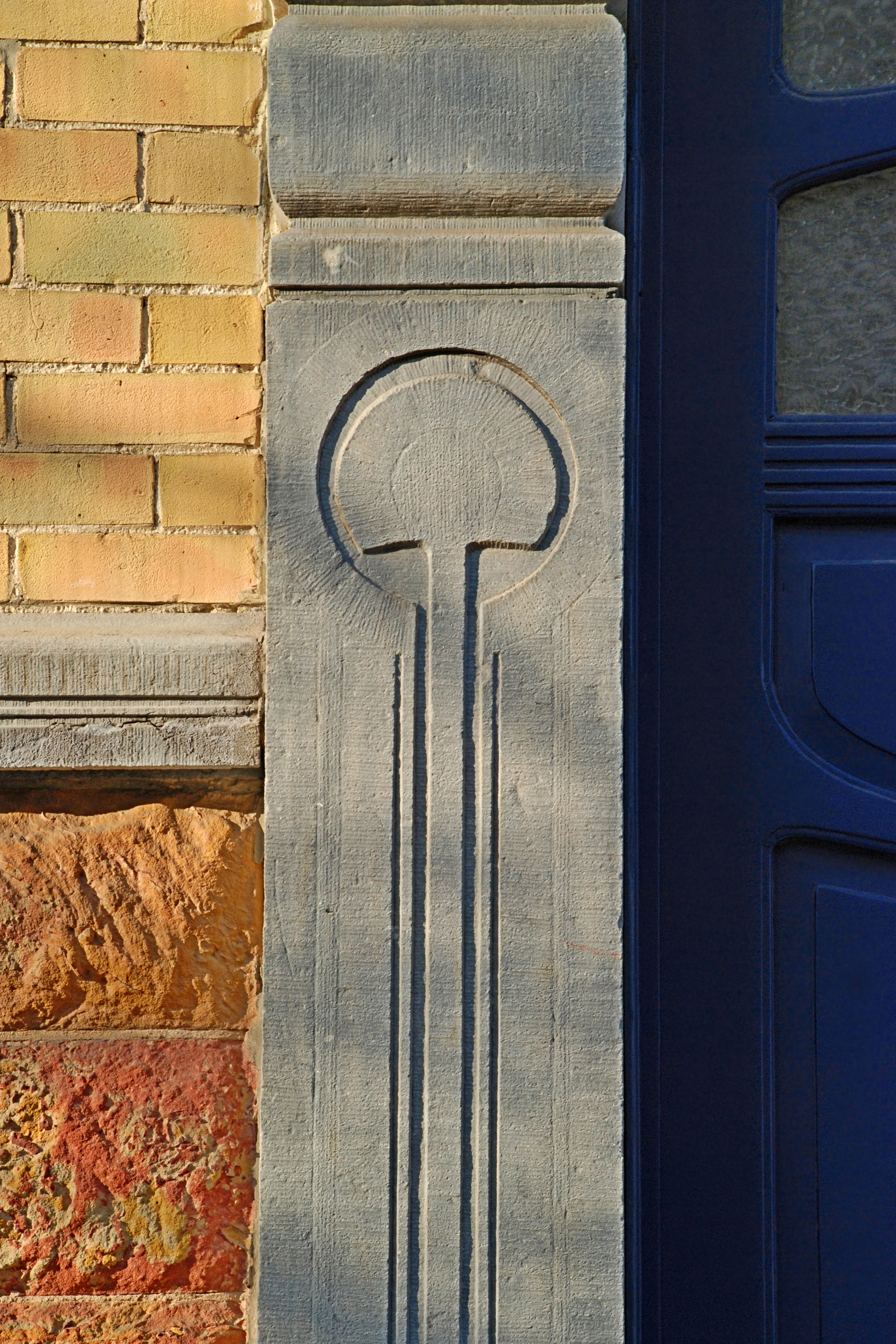
Piédroit de la porte.
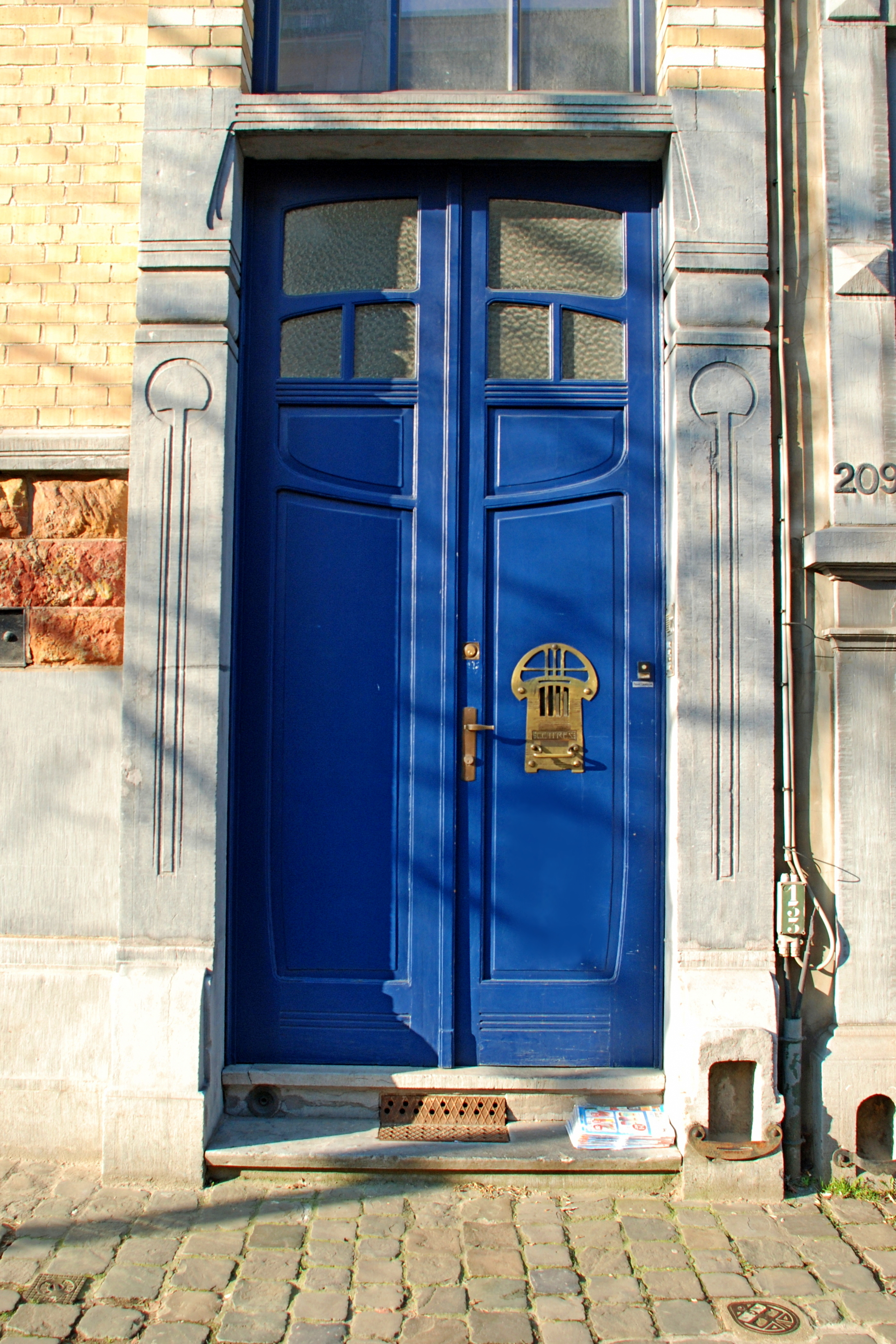
La porte d'entrée.
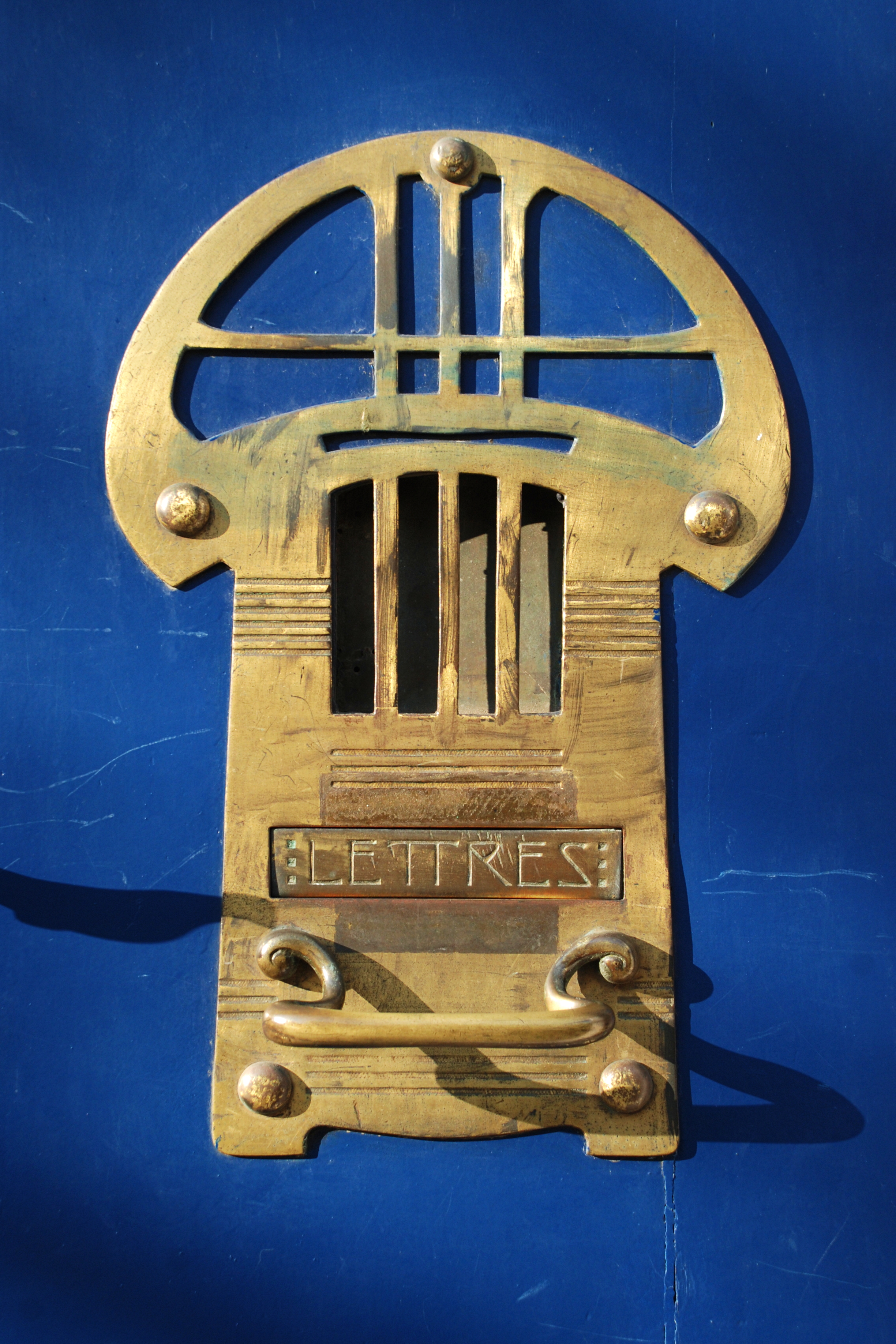
La poignée de porte.

### Travée principale
La travée principale s'inscrit dans une grande lésène avec frise d'arcature, un élément récurrent dans l'œuvre de Hamesse : elle est donc en léger retrait par rapport au reste de la façade.
Le soubassement en pierre bleue est percé d'une fenêtre de sous-sol surmontée d'un linteau métallique et d'une bande décorative constituée de moellons de grès de ton rose à bossage rustique qui rappelle le passage de Paul Hamesse dans l'atelier de Paul Hankar.
Le bel étage (rez-de-chaussée surélevé) est percé d'une grande baie à arc surbaissé dont les trois parties sont séparées par des meneaux de pierre bleue et dont le sommier (claveau de la base de l'arc) gauche porte la signature de l'architecte : « PAUL HAMESSE ARCH. 1901 ».
L'élément principal de la façade est constitué par la logette en bois peint du premier étage. Cette logette à trois pans (ou oriel de plan trapézoïdal) est soutenue par de fines consoles en pierre bleue aux motifs géométriques qui prolongent les meneaux de la baie du premier étage,.
Le deuxième étage est percé d'une large baie dont la partie centrale est constituée d'une porte-terrasse donnant sur un petit balcon supporté par la logette du niveau inférieur. Ce balcon est orné d'un garde-corps en fer forgé dont la décoration de style Art nouveau géométrique consiste en un motif rayonnant.

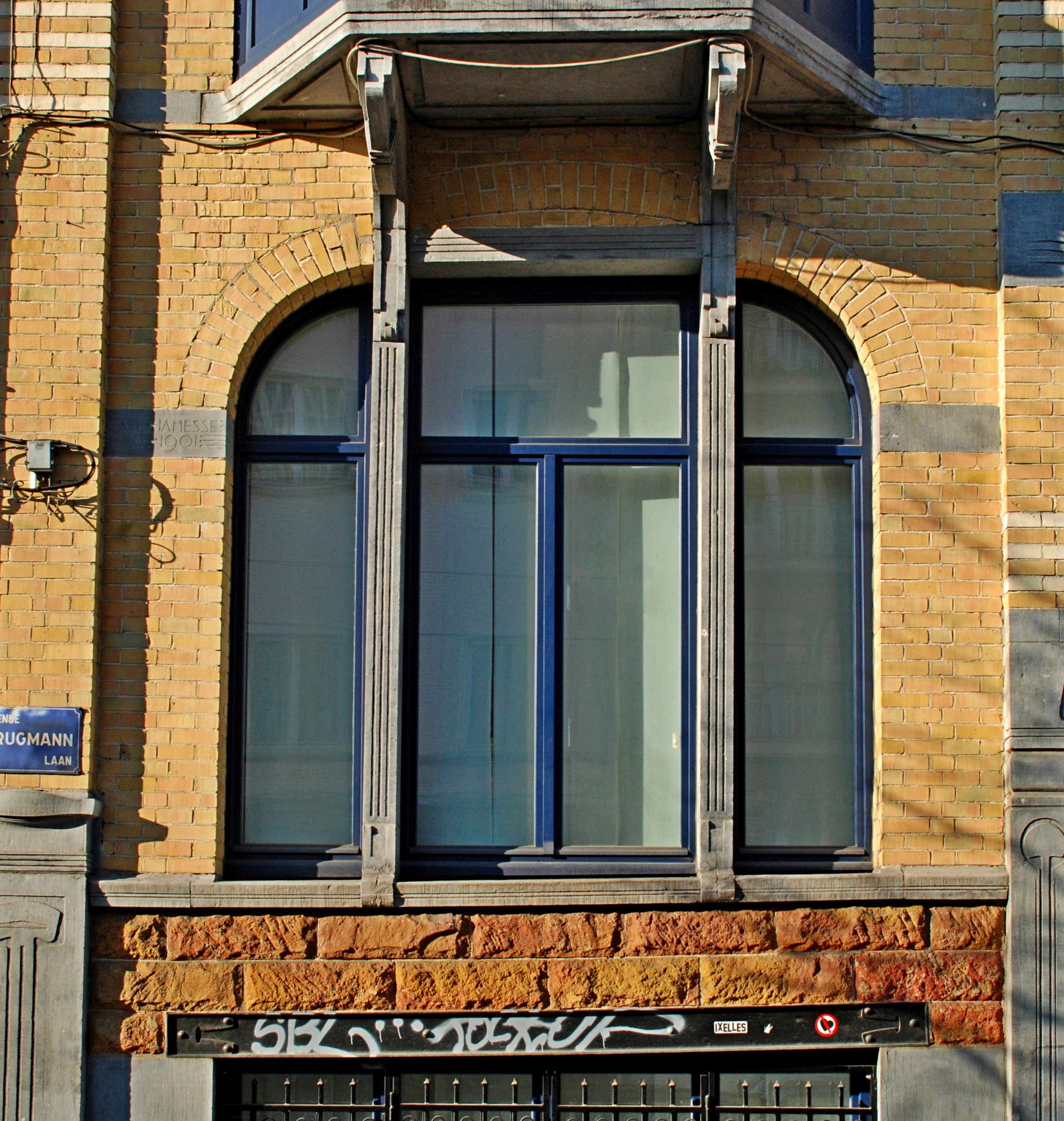
La baie tripartite.
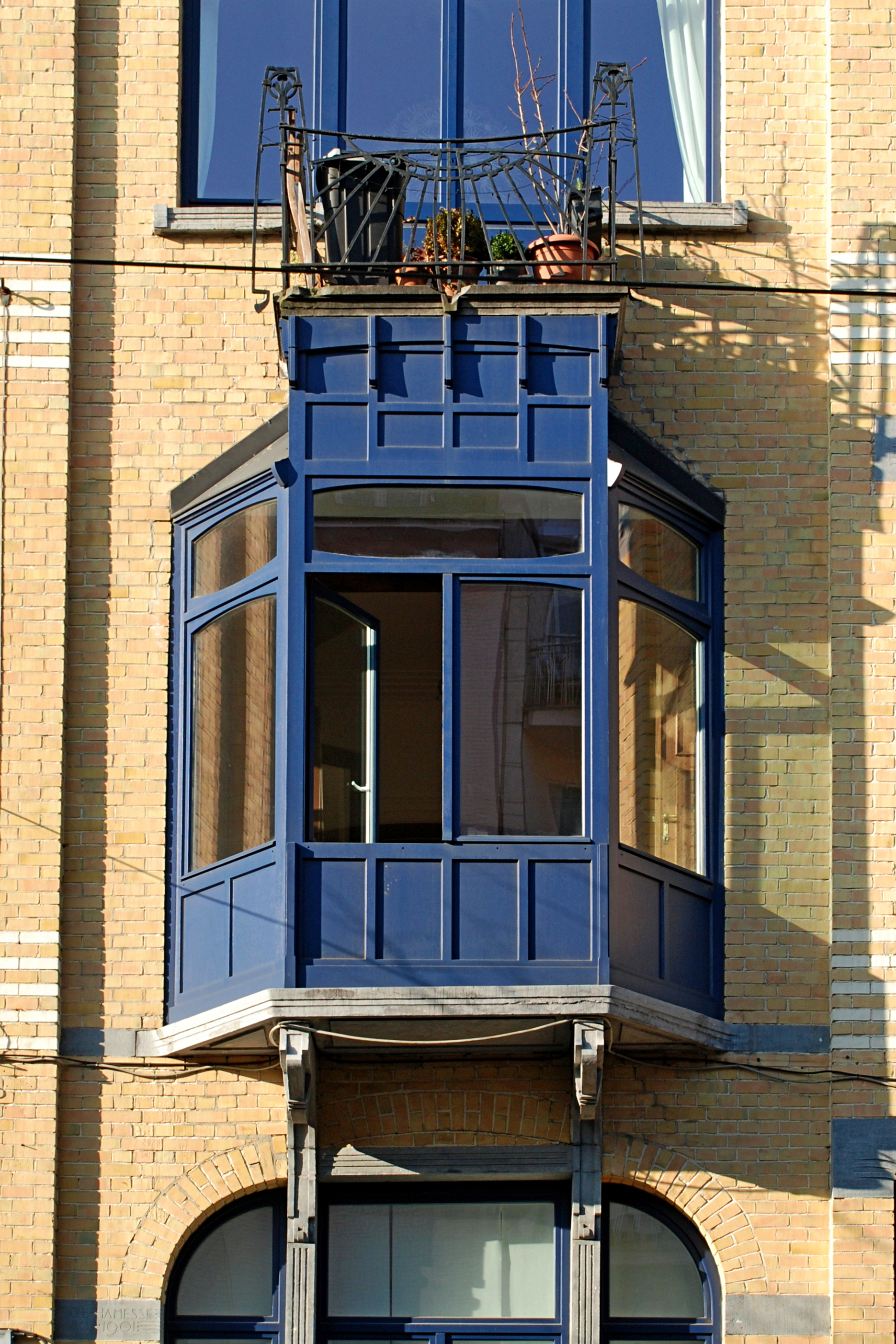
La logette.
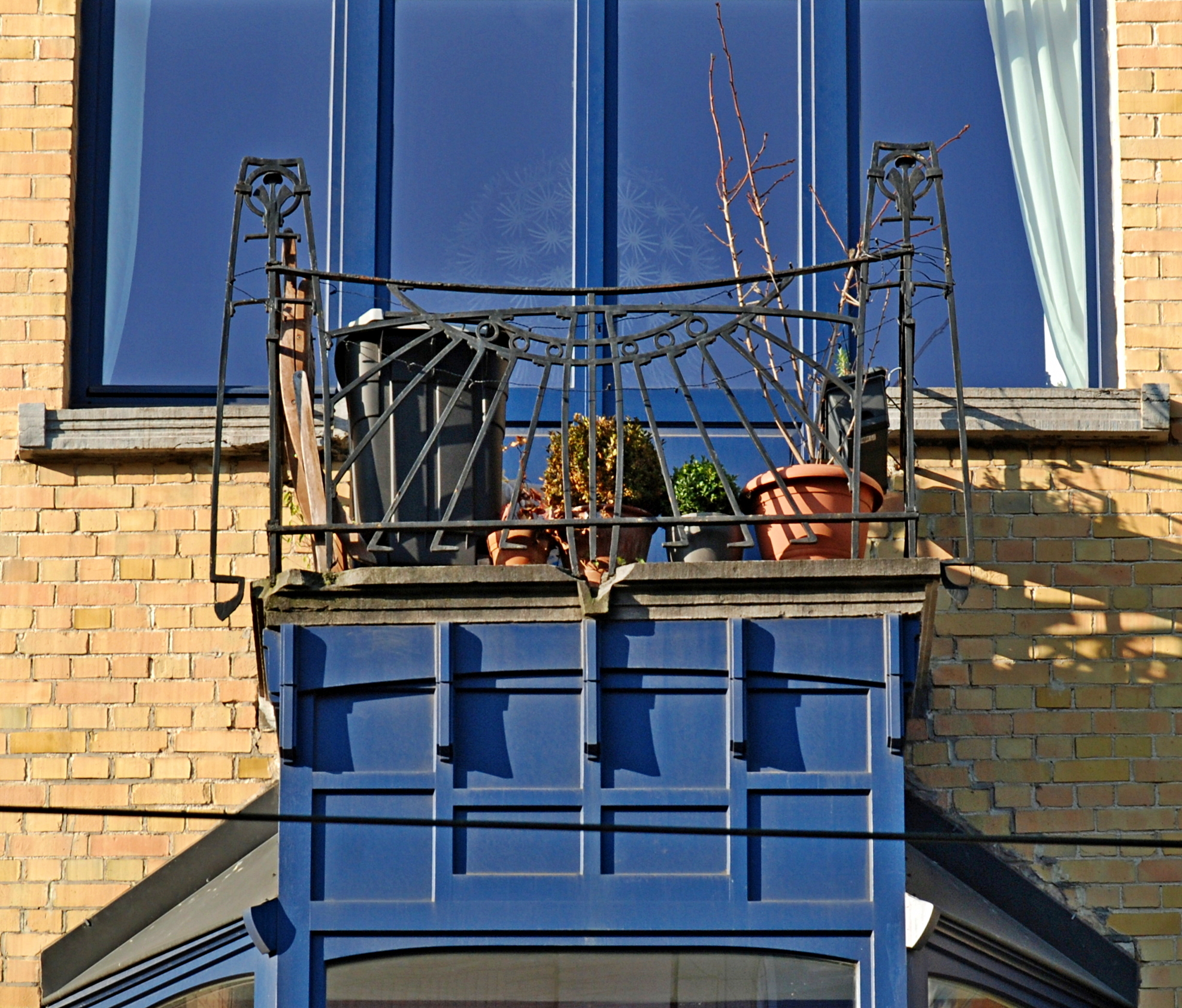
Le balcon.

### Couronnement de la façade

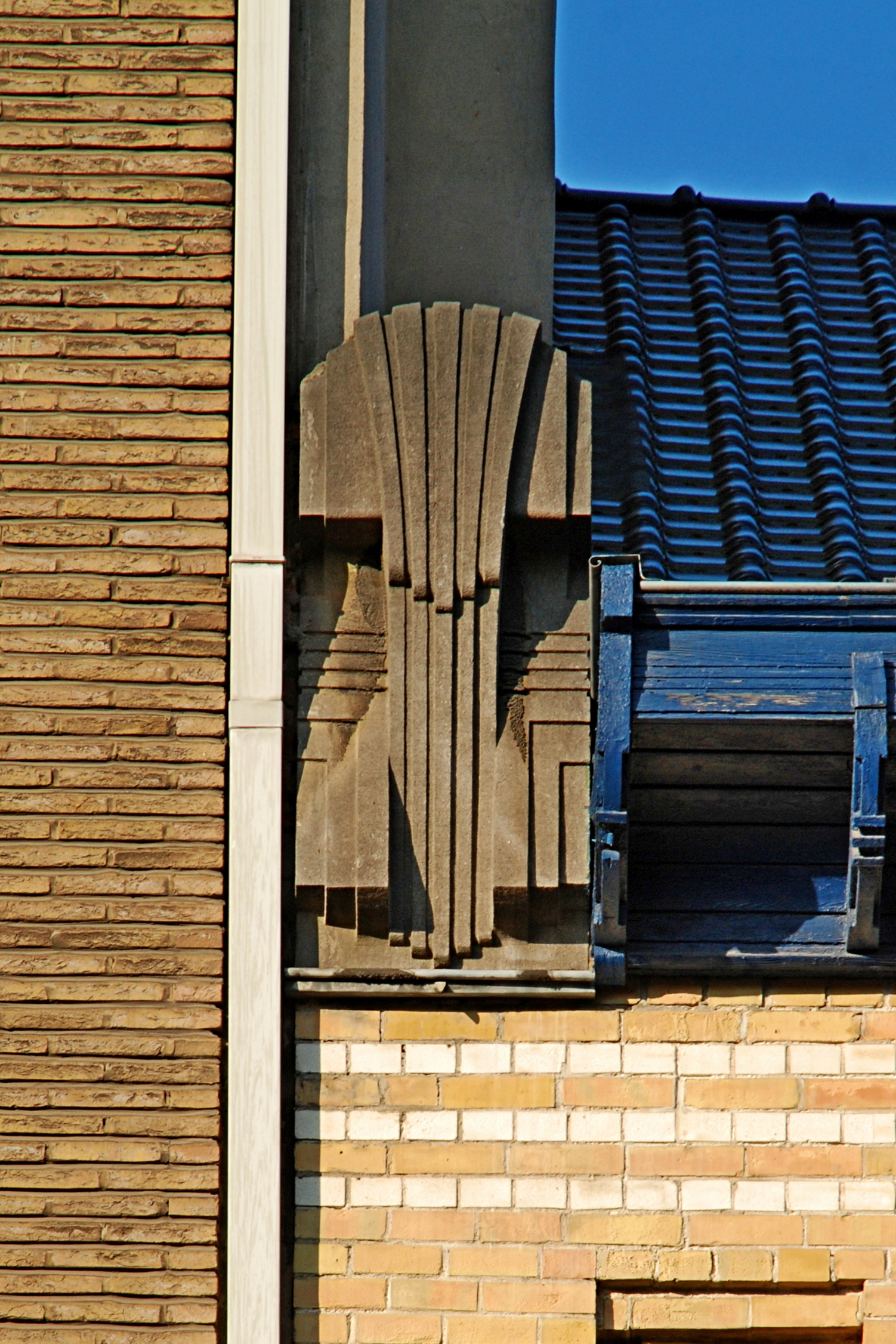
Amortissement.

Le couronnement de la façade, qui unit les deux travées, est constitué de trois bandes de briques blanches et d'une corniche en bois peint flanquée de deux grands amortissements en pierre bleue dont le style égyptisant fait écho à celui du petit balcon.